# Chrysotachina tatei
Chrysotachina tatei är en tvåvingeart som beskrevs av Charles Howard Curran 1939. Chrysotachina tatei ingår i släktet Chrysotachina och familjen parasitflugor. Inga underarter finns listade i Catalogue of Life.